# Pêndulo cônico
O pêndulo cônico é constituído por uma esfera presa a um suporte por meio de um fio. Ao contrário do pêndulo simples, que descreve um movimento oscilatório, o pêndulo cônico descreve um movimento circular. O fio que prende a esfera ao suporte descreve um cone, sendo este o motivo de seu nome.

## História e Aplicação
O Pêndulo Cônico foi estudado inicialmente por Robert Hooke em 1660. Em 1679 Hooke enviou uma carta a Newton para explicar o Movimento Celestes e propor que a força centrípeta com que o Sol puxava os planetas variava com o inverso do quadrado da distância ao Sol, ele utilizou o Pêndulo Cônico para fazer está analogia.
Em 1666 Isaac Newton utilizou o Pêndulo Cônico para calcular a aceleração gravitacional que ele utilizaria no calculo da Força no Movimento circular.
O Pêndulo Cônico é utilizado no Governador centrífugo, um dispositivo que controla a velocidade do motor através da regulação da admissão de combustível, presente normalmente nos motores a vapor.

## Análise newtoniana do movimento[3]
Nos dispondo das Leis de Newton podemos analisar o movimento circular descrito pela esfera e assim calcular o valor da aceleração gravitacional.
Considere a esfera um corpo puntiforme e o fio de massa nula e inextensível.
Equação da Segunda Lei de Newton:
{\displaystyle {\vec {Fr}}=m.{\vec {a}}}
Igualando as forças que atuam sobre a esfera. As forças presentes neste sistema são o Peso que puxa a esfera em direção ao centro da terra (para baixo) e a Tração que puxa a esfera em direção ao ponto que a fixa no plano:
{\displaystyle {\vec {P}}+{\vec {T}}=m.{\vec {a}}}
Decompondo essas forças entre os eixos cartesianos X e Y, temos:
{\displaystyle -P+T.cos(\theta )=0}       em (Y)        [equação 1]
{\displaystyle T.sen(\theta )=m.w^{2}.r}    em (X)        [equação 2]
Através da resolução deste sistema podemos chegar a equação que descreverá a aceleração gravitacional.
Isolando a Tração na equação em (Y):
{\displaystyle T.cos(\theta )=m.g}
{\displaystyle T={\frac {m.g}{cos(\theta )}}}       [equação 3]
Substituindo a [equação 3] na [equação 2] e resolvendo:
{\displaystyle {\frac {m.g}{cos(\theta )}}.sen(\theta )=m.w^{2}.r} {\displaystyle \Longrightarrow } {\displaystyle g={\frac {w^{2}.r.cos(\theta )}{sen(\theta )}}}
Substituindo {\displaystyle r=L.sen(\theta )}:
{\displaystyle g={\frac {w^{2}.L.sen(\theta ).cos(\theta )}{sen(\theta )}}} {\displaystyle \Longrightarrow } {\displaystyle g=w^{2}.L.cos(\theta )}
Substituindo {\displaystyle w^{2}=({\frac {2\pi }{\tau }})^{2}}:
{\displaystyle g=({\frac {2\pi }{\tau }})^{2}.L.cos(\theta )}
Substituindo {\displaystyle L.cos(\theta )=h}:
{\displaystyle g={\frac {4\pi ^{2}}{\tau ^{2}}}.h}
Através desta forma, sabendo o período de rotação da esfera e a altura dela em relação ao plano ao qual ela está fixada podemos calcular a Aceleração da gravidade.